# أوتشي اغبو
أوتشي اغبو (بالإنجليزية: Uche Agbo)‏ (4 أبريل 1975 بآبا في نيجيريا - ) هو لاعب كرة قدم نيجيري في مركز الوسط. لعب مع أضنة سبور وراد بيوغراد ونادي مونبلييه ونادي أوبليتش.

## وصلات خارجية
- أوتشي اغبو على موقع اتحاد تركيا (لاعب) (الإنجليزية)
- أوتشي اغبو على موقع Soccerway.com (الإنجليزية)